# Doppio gioco (miniserie televisiva)
Doppio gioco è una miniserie televisiva italiana, diretta da Andrea Molaioli, trasmessa in prima visione su Canale 5 dal 27 maggio al 17 giugno 2025, con protagonisti Alessandra Mastronardi e Max Tortora.

## Trama
Daria Giraldi, una giovane donna con l'abilità di leggere le persone attraverso il gioco del poker, abilità trasmessale dal padre quando era piccola, si ritrova ad affrontare la perdita dei genitori, di cui il cui padre morto in un attentato. Daria, dopo essere stata condannata per truffa e gioco d'azzardo, inizia a collaborare con i servizi segreti fino a ritrovare il padre che credeva morto.

## Personaggi e interpreti

### Personaggi principali
- Daria Giraldi, interpretata da Alessandra Mastronardi. È una giovane donna rimasta orfana di entrambi i genitori. Si guadagna da vivere vincendo partite di poker nelle bische, ciò però gli costa la libertà quando viene arrestata e mandata a vivere in una comunità di recupero, il San Biaggio. È una giocatrice eccezionale, non solo perché conta le carte ma anche per la sua abilità di leggere le persone, osserva i loro comportamenti e il linguaggio del corpo per decifrare le loro intenzioni, abilità che le torna utile anche quando non gioca. È per natura indomita, è difficile sottometterla. Inizia a collaborare con i servizi segreti tramite Ettore Napoli fino a ritrovare il padre che credeva morto in un attentato quando era piccola. Ha sempre vissuto ai margini della legge, non tanto perché è uno stile di vita che le piace, ma per la sua convinzione che non può conquistarsi una stabilità, tuttavia il suo atteggiamento arrogante e arcigno è solo una maschera, è una donna di buon cuore e coraggiosa.
- Pietro Giraldi, interpretato da Max Tortora. È il padre di Daria e Davide, lo credevano morto 26 anni prima in un'esplosione davanti a casa. In passato lavorava per le forze dell'ordine, ma ha finito col frequentare gli ambienti della malavita tramite le bische in cui era solito giocare. Per allontanarsi dai servizi segreti che volevano servirsi di lui, ha inscenato una falsa morte, abbandonando così i figli in quanto avere una famiglia gli era di intralcio, pur amando sinceramente Davide e Daria. Lavora per una cosca criminale di livello internazionale gestendo il loro pratrimonio finanziario, viene chiamato "Gemini" oppure "Rolando Infantino" nel giro. Sa essere manipolatore e spietato, è capace di uccidere senza rimorso, è da lui che Daria ha ereditato il talento per il poker, Pietro è molto più scaltro di sua figlia.
- Ettore Napoli, interpretato da Simone Liberati. È il maggiore della Guardia di Finanza che funge da ufficiale di collegamento con i servizi segreti. Lavora come capo della sicurezza al Rome-Fiumicino International Airport, facendo da agente di sorveglianza per le ragazze della comunità durante i lavori socialmente utili: è stato relegato a un incarico così modesto dai suoi superiori che non approvavano i suoi metodi. Fa da supervisore a Daria, i due collaborano per annientare il gruppo criminale per cui lavora Pietro/Gemini dato che Ettore desidera il reintegro al GICO, col tempo però lui e Daria si innamorano. In contrasto col fatto che lavora per i servizi segreti, in un ambiente di manipolazioni e menzogne, Ettore è un idealista, preferisce lavorare con onestà e trasparenza.
- Davide Giraldi, interpretato da Domenico Diele. È il fratello di Daria e avvocato di successo. Lui è molto diverso da Daria e dal padre Pietro, infatti non ha mai amato il loro stile di vita, ma anche lui come Daria ha sofferto per la mancanza del padre. È sposato e ha due figli, è stata Daria a pagargli l'università con le vincite a poker. Nonostante lui e Daria siano molto diversi, si vogliono bene, Davide cerca costantemente di convertirla a una vita più responsabile.
- Jamilah, interpretata da Kyshan Wilson. È la compagna di stanza di Daria al San Biaggio. In passato è stata una ladra, cerca comunque di stare fuori dai guai, contrariamente a Daria lei è più prudente e meno ribelle. Praticamente Jamilah è l'unica persona con la quale Daria ha strinto amicizia nella comunità, anche se Jamilah fatica a gestire l'intemperanza di Daria, in parte è affascinata dalla sua scaltrezza e dalla sua intraprendenza.
- Walter Bonetti, interpretato da Emmanuele Aita. Fa parte della squadra di Ettore, è una persona simpatica e disponibile, è un uomo sposato, lavora alla sicurezza aeroportuale con Ettore e Mariangela. Walter crede nel valore dell'onestà tra colleghi, lui e Mariangela sono per Ettore dei buoni amici, il quale a sua volta è molto affezionato a entrambi.
- Longardi, interpretato da Diego Ribon. È un dirigente dei servizi segreti che coordina l'operazione per la cattura di Pietro. Tuttavia in passato lui e Pietro erano amici, ai tempi in cui entrambi erano entrati nell'arma dei carabinieri. È un uomo scaltro e dai modi ambigui, è stato lui il primo a intravedere il potenziale di Daria desiderando il suo ingresso nei servizi segreti come collaboratrice.

### Personaggi secondari
- Mariangela Levi, interpretata da Chiarastella Sorrentino. È una collega di Ettore che lavora alla sicurezza aeroportuale. In passato lei e Ettore avevano avuto una relazione, infatti si amavano, ma Mariangela lo tradì con Salvo, il suo attuale marito. Nonostante tutto Mariangela e Ettore sono rimasti buoni amici, lei è molto apprensiva nei confronti del collega.
- Alberto, interpretato da Luca Cesa. Lavora in un lussuoso albergo, il The Rome, sia come barista che come fattorino. Ragazzo affascinante e gentile, stringe amicizia con Daria e Jamilah, quest'ultima si innamora di lui. Oltre a lavorare nell'hotel, Alberto è anche un talentuoso musicista, infatti suona il violoncello.
- Don Franco, interpretato da Fabrizio Sabatucci. È il responsabile della comunità dove è ospite Daria.
- Generale Malara, interpretato da Duccio Camerini. È il superiore di Ettore Napoli nella Guardia di finanza .
- Renato Menin, interpretato da Marco Giuliani. È il guardaspalle di Pietro Giraldi.
- Monti, interpretato da Massimiliano Franciosa. È un giocatore di poker e socio in affari di Pietro Giraldi.
- Ugo Erba, interpretato da Adriano Chiaramida. È un vecchio conoscente di Pietro Giraldi.
- Yuri, interpretato da Gerhard Koloneci. È l’altro uomo che si occupa della sicurezza di Giraldi.
- Don Giovanni Bianco, interpretato da Carmelo Giordano. Membro di spicco della cosca criminale per la quale lavora Pietro.
- Nathaniel, interpretato da Fabien Lucciarini. È un giocatore di poker e amico di Daria.
- Salvo, interpretato da Bruno Ricci. È il marito di Mariangela.
- Thomas Santucci, interpretato da Andrea Mautone. È un trafficante d'armi.
- Brigitte Santucci, interpretata da Daria Baykalova. È la moglie di Thomas.
- Marta, interpretata da Giulia Galassi. È la moglie di Davide e madre dei loro due figli.
- Agente GICO Apicella, interpretato da Cosimo Longo.
- Daria bambina, interpretata da Agnese Zanni.
- Davide bambino, interpretato da Andrea Rossi.

### Guest
- Cesara Buonamici nel ruolo di sé stessa.

## Produzione
La serie è creata da Fabrizio Benvenuto, Libero Pastore e Stefano Voltaggio, diretta da Andrea Molaioli, scritta da Sandrone Dazieri, Stefano Voltaggio e Valter Lupo e Alessandra Martellini e prodotta da Fabula Pictures in collaborazione con RTI.

### Riprese
Le riprese sono state effettuate nel Lazio, in particolare a Roma, Ostia, l'aeroporto di Fiumicino, nella zona dei Castelli Romani, Grottaferrata e Frascati. Inoltre, alcune scene sono state realizzate anche in Piemonte, in particolare a Torino.